# Compluvium

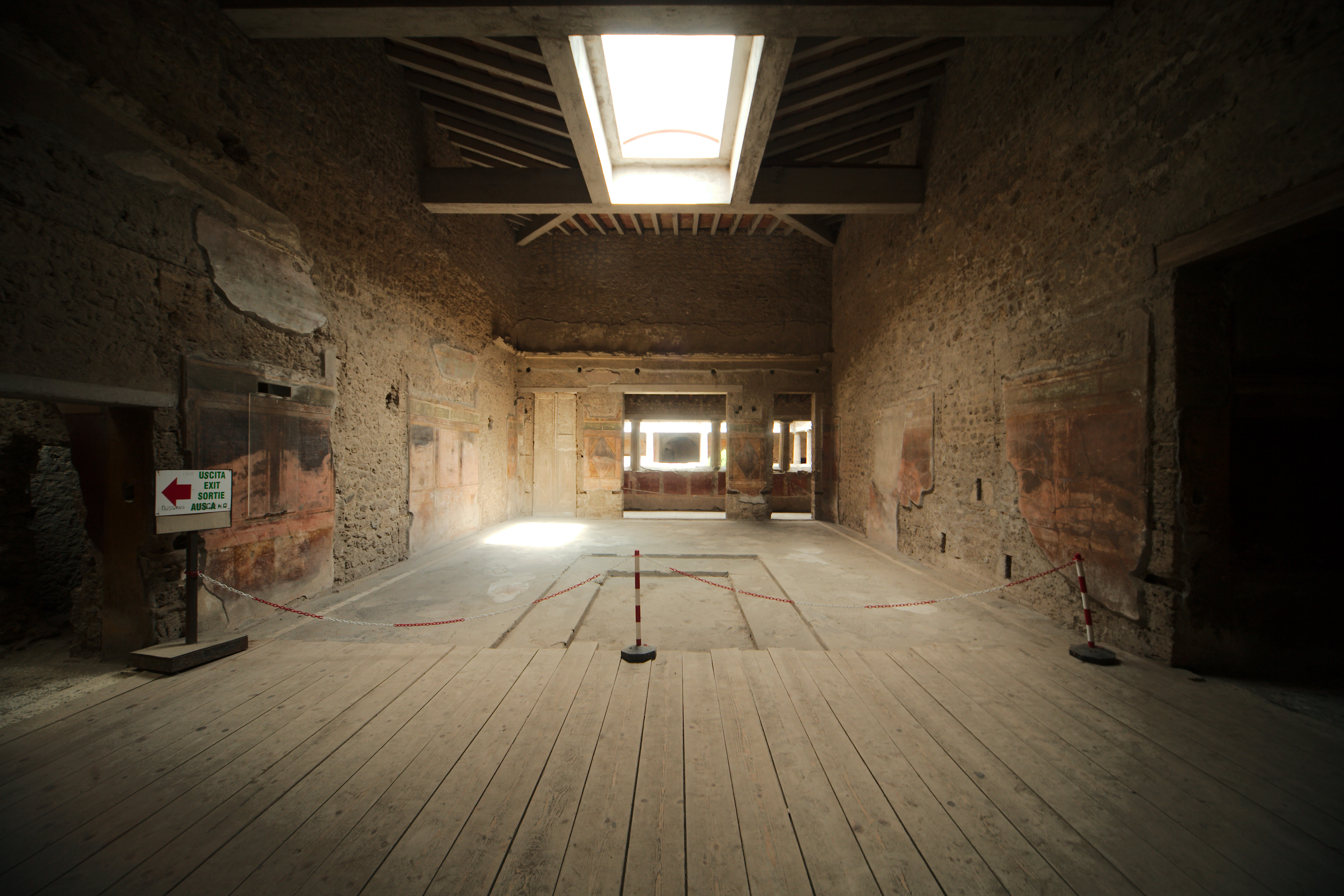
Compluvium in de Villa dei Misteri, Pompeï

Een compluvium was een opening in het dak van Romeinse woonhuizen voor de opvang van regenwater. Dit water viel rechtstreeks in het onder de opening gelegen impluvium, het waterbassin in het atrium. 